# Darcey Bussell

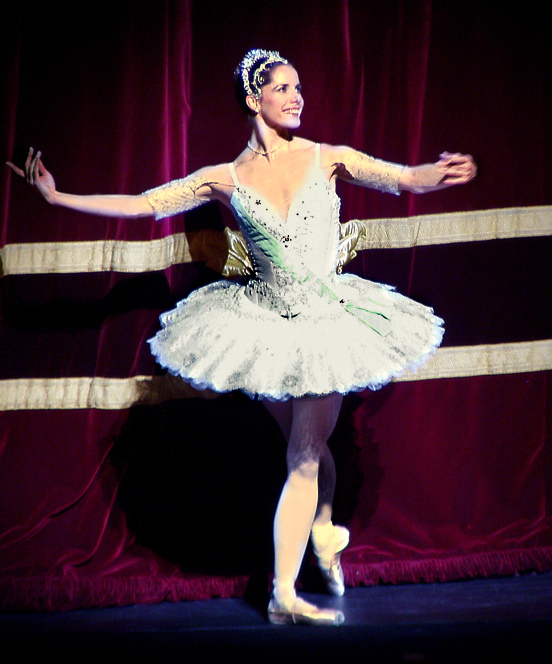
Darcey Bussell, 19 maart 2007

Darcey Andrea Bussell (Londen, 27 april 1969) is een Engelse balletdanseres. 

## Levensloop
Na een studie aan de Arts Educational School in de Londense wijk Chiswick en een vervolgopleiding aan de school van het Royal Ballet, begon ze haar professionele carrière bij Sadlers Wells Royal Ballet (nu: Birmingham Royal Ballet). Na een jaar vertrok ze naar het Royal Ballet in Londen waar ze in 1989, op twintigjarige leeftijd, prima ballerina werd. 
Bussell bleef haar gehele carrière in dienst bij het Royal Ballet, maar danste daarnaast ook bij andere internationale balletgezelschappen zoals het New York City Ballet, het ballet van Kirov, het Hamburg Ballet en het Australisch Ballet. Ze werd geprezen als een van de Engelands beste ballerina's. Zij is sinds 1997 getrouwd met een Australische bankier, heeft twee dochters en woont in Sydney.
Ze ging in 2007 met pensioen, maar blijft zich sindsdien inzetten voor de danswereld. In 2012 werd zij voorzitter van de Royal Academy of Dance.

## Uitgebrachte voorstellingen
Met het Royal Ballet.
- 2005: Sylvia, als Sylvia met Roberto Bolle (Aminta)
- 2004: Awakening as de deux from The Sleeping Beauty (1968), als prinses met Jonathan Cope (prins)
- 1994: Mayerling, als Mitzi Caspar met Irek Mukhamedov (kroonprins Rudolf)
- 1992: Winter Dreams, als Masha met Irek Mukhamedov (kolonel Vershinin)
- 1991: La Bayadère, als Gamzatti met Altynai Asylmuratova (Nikiya) en Irek Mukhamedov (solor)
- 1990: The Prince of the Pagodas, als Princess Rose

## Documentaires
- 2015 - Darcey's Ballet Heroes, BBC
- 2014 - Darcey's Ballerina Heroines, BBC
- 2014 - A Ballerina's Life (autobiografisch), BBC